# Клементис, Владимир
Влади́мир (Владо) Кле́ментис (словац. Vladimír Clementis; 20 сентября 1902[…], Тисовец, Банска-Бистрицкий край — 3 декабря 1952[…], Прага) — словацкий публицист, юрист, политический и государственный деятель. Член коммунистической партии Чехословакии (КПЧ), член ЦК КПЧ (1949—1951). Министр иностранных дел Чехословакии (1948—1950), член Палаты представителей Национального собрания Чехословакии (1935—1938). Сыграл ведущую роль в обмене населением между Венгрией и Чехословакией. Вдохновитель литературно-художественного журнала «ДАВ» (1924—1937) и группы писателей «дависты», теоретик, критик и знаток словацкой литературы. Во время политических процессов обвинён по сфабрикованному делу Сланского и казнён. Герой ЧССР (1968, посмертно).

## Биография

### До эмиграции

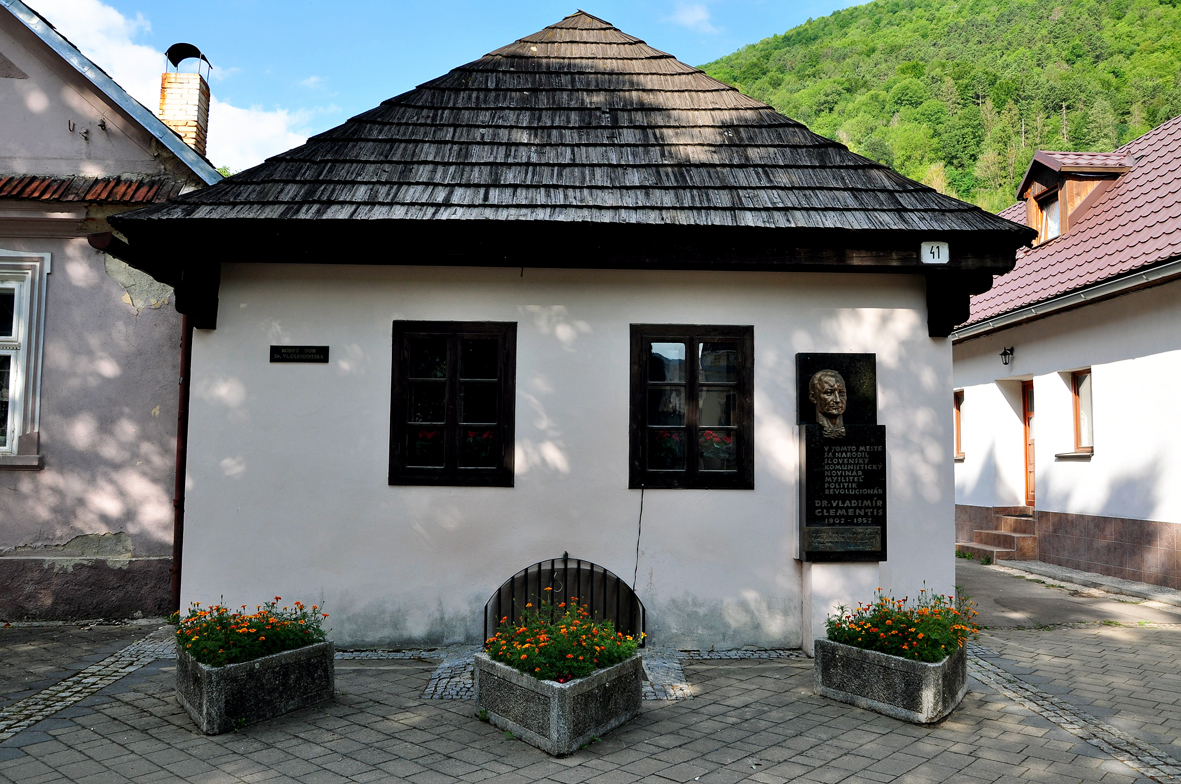
Дом Клементиса в его родном городе Тисовец

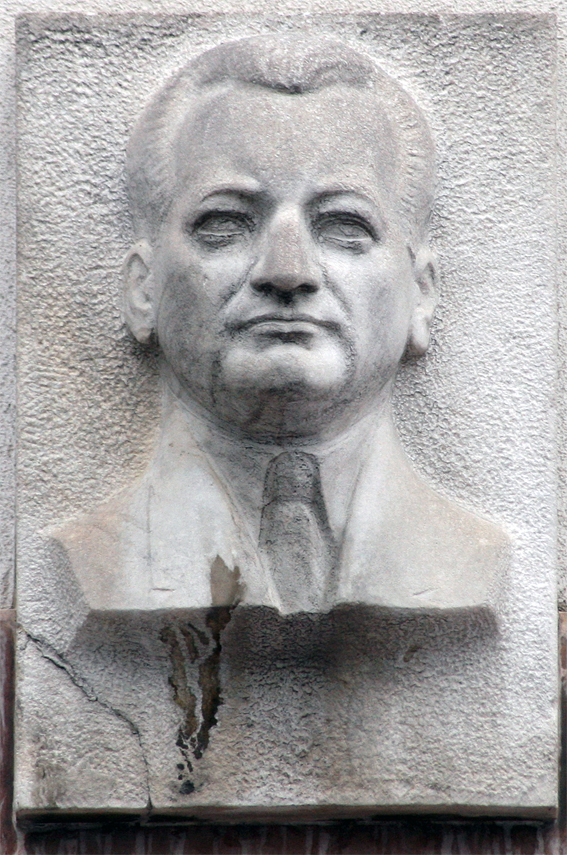
Рельеф Клементиса на площади Словацкого национального восстания в Братиславе. Скульптор Валер Вавро

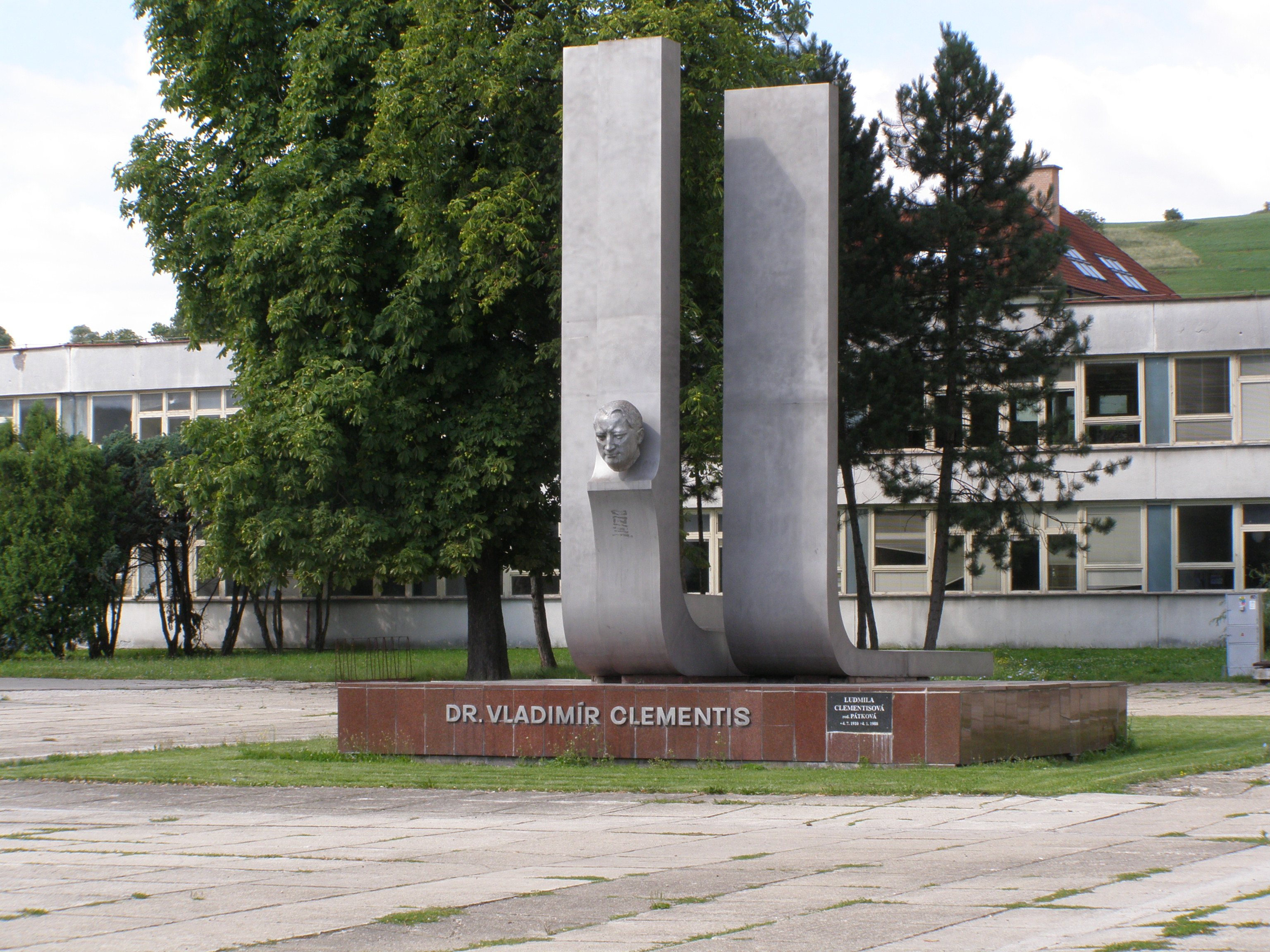
Памятник Клементису в его родном городе Тисовец

Родился 20 сентября 1902 года и вырос в селе Тисовец района Римавска-Собота. Тисовец с середины XIX века был колыбелью словацкого национального движения. Сын учителя словацкой евангелической гимназии в Тисовце Людовита Клементиса (Ľudovít Clementis) и Аделы Клементисовой (Adela Clementisová). Брат — Душан (Dušan). Сестры — Божена, в замужестве Крижкова (Božena Krišková) и Ольга, в замужестве Крижкова (Oľga Krišková).
Хотя семья Клементиса была лютеранами, окончил католическую гимназию в городе Скалица, на родине отца. В 1921—1925 гг. учился на юридическом факультете Карлов университета в Праге. В 1925 году получил степень дипломированного юриста (JUDr.).
Вместе с другими словацкими студентами левых взглядов в 1922 году создал группу писателей «ДАВ», аналог чешского «Деветсил», за представителями которой прочно закрепилось наименование «давовцы (дависты)», вокруг одноимённого литературно-художественного журнала. Журнал издавался в Братиславе в 1924—1926 и 1929—1937 гг. Ведущую роль в журнале играл Клементис. Название «ДАВ» состояло из имён участников: Даниэль Окали, Андрей Сирацкий и Владимир Клементис. Ладислав Новомеский писал:
Одно только название уже было протестом. Протестом против ограничивающей высокомерности интеллигенции вообще и словацкой в частности; против горделивого зазнайства, с каким послевоенный интеллигент подходил к народному сборищу, толпе, коллективу, народу; против взглядов, с которыми интеллигент возвышался над народной и рабочей массой. DAV своим названием обозначил принадлежность к толпе. Все остальные объяснения были излишними.
Согласно «Литературной энциклопедии»:
«ДАВ» — еженедельный литературно-общественный словацкий журнал, издаваемый в Братиславе, объединяет словацких революционных писателей, преимущественно коммунистов. Журнал редактируется коллективно. Основную работу ведет молодой талантливый журналист, коммунист Владимир Клементис. В числе постоянных сотрудников журнала: поэты — Ян Поничан (автор книги «Сом»), Невоместский (автор книги «Неделя»); беллетристы — Нижнянский (автор книги «Между небом и землей»), П. Елемницкий (автор романа «Победоносное вторжение»), Даниил Окали, Г. Ванош и др. Журнал борется как с буржуазными течениями в словацкой лит-ре и искусстве, так и с оппортунистическими течениями внутри КПЧ, поскольку эти течения отражаются в литературе.
В 1928 году был сотрудником ежедневнной газеты «Правда», органе КПЧ в Братиславе, и встречался с Ильёй Эренбургом. По словам Эренбурга:
Он не сводил глаз с Москвы — для «давовцев» любой сотрудник «Лефа» был куда авторитетнее, чем все сюрреалисты мира.
Дружил с Романом Якобсоном. Тидо Гашпар вспоминает, что его друг Владимир Клементис часто приводил к нему домой «Илью Эренбурга, Романа Якобсона и других гостей из России», так что у него возникло ощущение, что сам он становится частью их дорожных записок как «некая словацкая диковинка».
В 1930 году посетил СССР вместе с Бедржихом Вацлавеком, Любомиром Лингартом и Вашеком Каней. После 2‑й конференции революционных писателей (Харьков, 1930) организована чехословацкая секция Международного объединения революционных писателей (МОРП) путём слияния чешской революционной литературной группы, связанной с журналом «Творба» (Tvorba), и группы «ДАВ». В 1930 году в советском журнале «Вестник иностранной литературы» вышла обзорная статья о словацкой литературе Клементиса.
В 1936 году в курортном местечке Тренчьянске-Теплице по инициативе «ДАВ» Общество словацких писателей провело Конгресс словацких писателей, на который приехал Эренбург, чтобы предложить участникам съезда вступить в Международную ассоциацию писателей в защиту культуры, учреждённую Первым международным конгрессом писателей в защиту культуры, который проходил в Париже с 21 по 25 июня 1935 года. Клементис выступил на Конгрессе и предложил резолюцию, которая была принята. «Давовцы» убедили участников съезда вступить в ассоциацию, в секретариат которой от советской стороны входили И. Эренбург и М. Е. Кольцов.
Вернувшись в Словакию, работал клерком в Братиславе. Затем в Праге в конторе юриста-коммуниста Ивана Секанины, с 1931 года работал независимым юристом в Праге, а затем в Братиславе. В адвокатской конторе Клементиса работал Густав Гусак. Как и чех Иван Секанина Клементис был «адвокатом бедноты», что принесло ему популярность. В адвокатском бюро находился секретариат Братиславского отделения Общества культурных и экономических связей с СССР, основанного Клементисом.
В 1924 году вступил в КПЧ, где позже полностью поддержал сталинистов во главе с Клементом Готвальдом. По результатам парламентских выборов в мае 1935 года избран от КПЧ членом Палаты депутатов Национального собрания Чехословакии.
Оставался очень активным коммунистическим обозревателем в  теоретическом журнале «Творба» (Tvorba) в Праге и журнале «Словенске звести» (Slovenské zvesti) в Братиславе.
В 1937 году Клементис написал брошюру Slovenský ľud a odkaz T. G. Masaryka о трёх выдающихся личностях: Т. Г. Масарике, о писателе М. Разусе и о чешском литературном критике Ф. Кс. Шалде.
Весной 1938 года читал лекции о Чехословацкой Республике во Франции и Великобритании.

### Эмиграция
После Мюнхенского соглашения, в мае 1939 года эмигрировал через Польшу. После непродолжительного пребывания в Москве поселился в Париже.
Как последовательный антифашист Клементис расценил секретный пакт Молотова — Риббентропа как предательство интересов революции и после внутрипартийного заключения Вильяма Широкого исключён из КПЧ в 1939 году как троцкист. В 1940 году осудил советско-финляндскую войну, которую считал результатом агрессии СССР.
После начала Второй мировой войны, в октябре 1939 года был интернирован французами. Вступил в чехословацкую воинскую часть, сформированную в лагере в городе Агд. После падения Франции в июне 1940 года эвакуирован вместе с частью в Великобританию. Чехословаков разместили в лагере в Чолмондерли к югу от Ливерпуля. Клементис был одним из инициаторов мятежа. Бенеш договорился о переводе беспокойных военнослужащих в английские трудовые части. В августе 1941 года Клементиса перевели в лагерь для интернированных в Саттон-Колдфилде, пригороде Бирмингема. Через два месяца его перевели в лагерь в Напдейле в Шотландии, где он находился девять месяцев, до июня 1941 года.
После освобождения жил в Лондоне. Выступал в 1941—1945 гг. как представитель чехословацкого правительства в изгнании на чехословацкой (вещала на чешском и словацком) секции Би-би-си под именем Петер Грон (Peter Hron), где критиковал Словацкую республику. Свои выступления консультировал с представителями КПЧ, в частности с Вацлавом Носеком. Избранные выступления он опубликовал в 1947 году в книге «Послания из Лондона» (Odkazy z Londýna).
Военный период был самым плодотворным. Эренбург пишет:
В 1940—1941 годах Владо сидел в английском лагере на севере Шотландии, времени у него было много, и он написал для своей жены Лиды о своём детстве и отрочестве, о родителях, о родном Тисовце. Теперь эти тетрадки издали, назвав их «Незаконченной хроникой».
Триста страниц рукописи «Неоконченной хроники» (Nedokončená kronika) Клементиса опубликованы посмертно в 1964 году в Братиславе.
В то же время он составил избранное из словацкой поэзии XIX и XX века — «Страна поёт» (Zem spieva) и издал отдельными брошюрами ряд своих работ. В 1942 году Клементис опубликовал монографию Usmerňované Slovensko. В 1943 году Клементис опубликовал на английском и словацком языках исследование «Между нами и венграми» (Medzi nami a Maďarmi). В 1943 году Клементис опубликовал на английском и словацком языках своё исследование «Панславизм в прошлом и настоящем» («Panslavizmus» kedysi a teraz), переизданное в 1946 году в Праге под названием «Славянство в прошлом и настоящем» (Slovanstvo kedysi a teraz). В сентябре 1943 года выступил на «Славянском семинаре» в Лондоне, организованным Чехословацким комитетом славянской солидарности. Клементис прочитал лекцию на тему «Словаки и славянство» (Slováci a Slovanstvo), изданную брошюрой в 1944 году.
Участвовал в Словацком национальном восстании.

### После Второй мировой войны
После освобождения Чехословакии в 1945 году вернулся на Родину и снова принят в КПЧ. С 1945 года занимал пост госсекретаря (заместителя министра) иностранных дел в правительстве Национального фронта во главе с Зденеком Фирлингером. С самого начала поддерживал кадровые чистки, смещая демократически настроенных дипломатов. 28 июня 1945 года вместе с Фирлингером встречался в Москве со Сталиным по вопросу о Договоре о Закарпатской Украине, отредактированный проект которого подписан на следующий день. Также Фирлингер просил активного содействия советских военных выселению венгров и немцев из Чехословакии. Возглавлял переговоры об обмене населением между Венгрией и Чехословакией. Соглашение о равноценном обмене населением между Венгрией и Чехословакией было подписано 27 февраля 1946 года в Будапеште. С чехословацкой стороны его подписал Клементис, с венгерской — министр иностранных дел Янош Дьёндьёши. Сохранил пост в правительстве Клемента Готвальда. Встречался в Москве в 1946 году с министром иностранных дел В. М. Молотовым и заместителем министра иностранных дел по общим вопросам А. Я. Вышинским, с которыми беседовал об усилении контактов между СССР и ЧСР в сфере внешней политики. Вышинский так передаёт слова Клементиса:
Мы совершенно не ориентированы в вопросах внешней политики и не знаем часто, какой нам держаться позиции по тому или другому вопросу. Мы ищем и хотим иметь постоянное руководство со стороны Советского Союза, дабы увереннее вести свою внешнюю политику.
Клементис обсуждал с Вышинским вопрос о чехословацко-венгерских отношениях в связи с проблемой переселения венгров из Чехословакии.
Британский дипломат Роберт Брюс Локкарт встретился с Климентисом во время официального приёма в министерстве иностранных дел ЧСР в 1947 году:
Смокинг прекрасно сидел на его располневшей фигуре, в петлице красовалась гвоздика, а в руках он держал бокал с бренди. Как и Готвальд, во рту у него была трубка, и он усиленно ей попыхивал. Лоснящийся, с прекрасными манерами человек.
После февральских событий 1948 года к власти пришла КПЧ. В «Книге о смехе и забвении» чешский писатель Милан Кундера рассказывает:
В феврале 1948 года вождь коммунистической партии Клемент Готвальд вышел на балкон пражского барочного дворца, чтобы обратиться с речью к сотням тысяч сограждан, запрудивших Староместскую площадь. Это была историческая минута в судьбе Чехии.
Рядом с Готвальдом, окруженным соратниками, находился Клементис. Шёл снег, холодало, а Готвальд стоял с непокрытой головой. Заботливый Клементис снял свою меховую шапку и надел её на голову вождя.
Отдел пропаганды размножил в сотнях тысяч экземпляров фотографию балкона, на котором Готвальд в барашковой шапке, окруженный соратниками, говорит с народом. На этом балконе началась история коммунистической Чехии. Любой ребенок знал эту фотографию по плакатам, учебникам и музейным экспозициям.

Четырьмя годами позже Клементис был обвинен в измене и повешен. Отдел пропаганды незамедлительно удалил его из истории и, разумеется, из всех фотографий. С той поры на балконе Готвальд стоит уже один. Там, где некогда был Клементис, теперь только голая стена дворца. От Клементиса осталась лишь шапка на голове Готвальда.
При загадочных обстоятельствах 10 марта погиб министр иностранных дел Чехословакии Ян Масарик. Официальное заключение о причинах смерти («самоубийство») неоднократно ставилась под сомнение. До сих пор бытует версия, что Масарик был выброшен из окна агентами советской госбезопасности. Вскоре Клементис назначен министром иностранных дел. Сохранил пост в правительстве Антонина Запотоцкого. Безуспешно пытался сместить постоянного представителя Чехословакии при ООН Яна Папанека, одного из создателей Устава ООН, высказавшегося против февральских событий 10 марта на пресс-конференции в Нью-Йорке. Папанек обратился к Генеральному секретарю ООН с просьбой передать вопрос о захвате власти в ЧСР на рассмотрение Совета Безопасности. Прага назначила нового представителя. Папанек отказался добровольно оставить свой пост. Чехословацкий вопрос обсуждался в Совете безопасности ООН в марте и апреле. Во время итогового голосования 24 мая проект резолюции о создании комиссии был отклонён из-за вето СССР.
Клементис курировал производившиеся по указанию из Москвы в 1948 году поставки оружия из Чехословакии в Израиль под кодовым названием Операция «Балак». Голда Меир писала:
Кто знает, устояли ли бы мы, если бы не оружие и боеприпасы, которые мы смогли закупить в Чехословакии и транспортировать через Югославию и другие балканские страны в те чёрные дни начала войны, пока положение не переменилось в июне 1948 года?
Член ЦК КПЧ с 1949 по 1951 год.
Эренбург рассказывал о встрече весной 1949 года:
За несколько лет он изменился — потяжелел, помрачнел. Поглядев на него, я подумал: наверно, нелегко быть министром…

### Процесс Сланского
12 сентября 1948 года Арношт Кольман подготовил статью «За большевистскую критику в нашей коммунистической партии Чехословакии», предназначенную для публикации в журнале КПЧ «Творба» (Tvorba), редактором которого был Густав Бареш (Брейтенфельд). Заканчивалась статья призывом «наша партия не только должна, но и может полностью без оговорок осуществить самую широкую и самую глубокую самокритику в своих рядах». В сентябре 1948 года Готвальд встретился в Крыму со Сталиным. В беседе обсуждался вопрос о необходимости поиска врагов внутри партии, признании тезиса об обострении классовой борьбы. По мере углубления и нарастания советско-югославского конфликта Москва получила возможность задуманной на рубеже 1947—1948 гг. перестановки ключевых фигур в КПЧ под предлогом чистки «коммунистического движения от врагов и агентов Тито» для реализации своих планов по созданию «социалистического лагеря», противостоящего империализму. В сентябре 1949 года в Будапеште состоялся процесс Райка, который имел ярко выраженную антиюгославскую направленность. Обвиняемый Тибор Сёньи, признавший себя на процессе агентомамериканской разведки, на допросе назвал среди чехословаков, связанных с Ноэлем Филдом имена Клементиса и министра внутренних дел Вацлава Носека. Этот список Матьяш Ракоши передал Готвальду. В октябре 1949 года по приглашению Готвальда в Прагу прибыли начальник отдела «2Е» 2-го главного управления МГБ СССР полковник Н. И. Макаров и полковник М. Т. Лихачёв. Лихачёв говорил:
Сталин послал меня организовать процессы, я не могу терять времени. Я приехал в Чехословакию не дискутировать, а «снимать головы». Я сверну сотни шей, иначе мне снимут голову.
Советским советникам удалось после прибытия отстранить министра внутренних дел Вацлава Носека от руководства органами национальной безопасности Чехословакии и организовать процесс Милады Гораковой с 31 мая по 8 июня 1950 года, по которому казнили четырёх деятелей. Советские советники вызвали из места заключения Веру Гложкову (Věra (Viera) Hložková; род. 1923), которую называют чехословацкой Матой Хари. С 7 апреля 1950 года она находилась в камере Гораковой. Гложкова дала показания против Клементиса:
Подробно рассказав на допросе о своей преступной связи с участниками буржуазно-националистической группы Клементиса, показала, что первоочередной задачей они ставили отторжение Словакии от Чехии и Моравии и присоединение её к так называемой «Балканской федерации». Таким образом они стремились изолировать Чехию и Моравию от Советского Союза и затем принудить их также примкнуть к «Балканской федерации».
Клементис был обвинён в «буржуазном национализме», враждебном отношении к СССР и интеллигентном отношении к партии. ЦК КПЧ освободил его от должности министра иностранных дел 18 марта 1950 года, но оставил его членом ЦК и депутатом парламента. На президиуме ЦК КПЧ самокритика Клементиса была принята отрицательно. По словам заведующего международным отделом ЦК партии Бедржиха Геминдера, переданным советским послом М. А. Силиным, Клементис приходил к нему в ЦК КПЧ и поставил вопрос, как быть и что будет с ним. На этот вопрос Геминдер ответил Клементису, что всё зависит от него самого. Член президиума Центрального совета профсоюзов Чехословакии Ладислав Яшик (Ladislav Jašík) в беседе с советским послом Л. Ф. Тепловым рассказал, что в Словакии только и разговоров, что об отставке Клементиса:
Разговоры на эту тему в основном порождаются, по мнению Яшика, вследствие того, что большое количество населения как городского, так и сельского имеет свои радиоприемники и систематически слушает англо-американские радиопередачи. А в этих реакционных по содержанию радиопередачах содержится много грязи и лжи по отношению к народно-демократическому режиму в Чехословакии и, в частности, факт отставки Клементиса смакуется в течение нескольких дней.
Хорошо, заметил он, что по этому вопросу Центральный комитет партии дал соответствующий инструктаж партийным работникам. В установках ЦК КПЧ, по словам Лад. Яшика, говорится о том, что освобождение Клементиса с поста министра обусловлено его отношением к партии. За всё время пребывания в партии Клементис ни разу не выступал в открытой борьбе против реакции. Он всегда старался срезать острые углы, смягчить противоречия, а сам — остаться в стороне.

В годы Первой республики он не сидел в тюрьме, не задерживался полицией, даже не находился под подозрением в участии в нелегальной партийной работе. Это объясняется тем, что он, кичась своим положением интеллигента, брезговал выступать на сельских или рабочих собраниях, общаться с простыми рабочими.
Вменяли Клементису связь во время эмиграции в Париж в 1938 году с посланником Чехословакии во Франции Штефаном Осуским. После февральских событий Осуский эмигрировал из Чехословакии в США и стал членом Совета свободной Чехословакии, который сформирован в 1949 году из политиков дофевральского периода. Вменялось ему и сотрудничество с Бенешем. Локкарт рассказывал в июне 1952 года:
В годы войны он жил в Англии и работал на чехословацкое правительство в Лондоне — сегодня в глазах Москвы это было настоящим преступлением.
Критиковалась и деятельность Клементиса на посту министра:
За все эти годы, участвуя во многих международных конференциях, он не показал себя как активный борец за политику мира и демократии, осуществляемую Советским Союзом. Наоборот, он стеснялся открыто и резко выступать
в защиту советских предложений на заседаниях Организации Объединенных Наций и других международных конференциях. Все эти годы он держал себя высокомерно, противопоставляя свою персону партии.
На IX съезде компартии Словакии, состоявшемся 24—27 мая 1950 года, развязана кампания по «борьбе против буржуазного национализма». На съезде выступали Клементис, Кароль Шмидке, Густав Гусак и Лацо Новомеский, обвинённые в «уклонизме». По словам министра иностранных дел Вильяма Широкого, переданным советским послом М. А. Силиным, Клементис в выступлении не сказал ничего нового:
Клементис свою речь начал с больших мировых проблем, о противоречиях и борьбе внутри капиталистических стран, о борьбе капиталистических стран против Советского Союза и стран народной демократии, а ему из зала закричали: «Спустись на землю в Словакии и скажи, что ты делал для Словакии, для Чехословакии?» И Клементису нечего было сказать. Глупое было выступление у Клементиса, и ЦК КПЧ решил не публиковать выступление Клементиса.
После заседания съезда Клементис обратился к Широкому с вопросом, что же ему делать дальше, а Широкий отвел этот вопрос другим вопросом: «А что ты будешь делать сам?»
В Чехословакии установился культ личности Готвальда, проводились репрессии против инакомыслящих, начались внутрипартийные чистки.

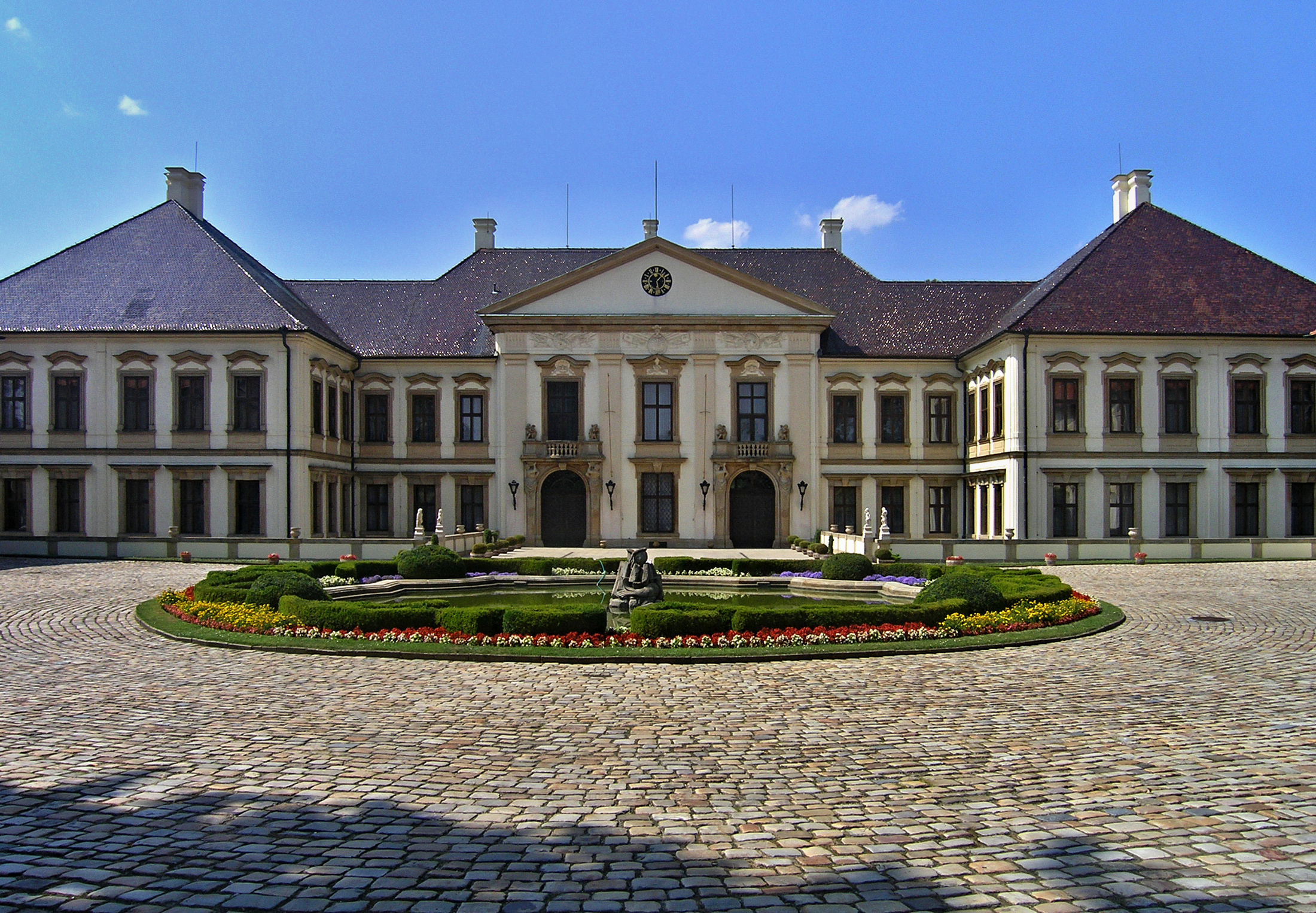
Правительственный замок в Колодее, подвалы которого служили тюрьмой органов национальной безопасности Чехословакии

В январе 1951 года Клементиса арестовали по обвинению в попытке нелегального перехода границы с ФРГ. Локкарт писал:
Могу присягнуть, что физически и морально он был не способен на такого рода активность.
Арестовали также его жену Лиду, которую освободили после 22 месяцев заключения и казни мужа. Клементиса содержали в подвалах правительственного замка в Колодее. Локкарт рассказывал в июне 1952 года:
Его бывшие коллеги обзывают его предателем и западным агентом.
В январе 1952 года советские советники и московский центр сместили министра национальной безопасности Ладислава Копршиву и поставили «своего человека» Карола Бацилека.
20—27 ноября 1952 года состоялся организованный Запотоцким процесс высокопоставленных деятелей КПЧ во главе с бывшим генеральным секретарём ЦК Рудольфом Сланским и Владимиром Клементисом. Клементиса обвинили в производившихся по указанию из Москвы в 1948 году поставок оружия из Чехословакии в Израиль (Операция «Балак»). 11 обвиняемым, включая Клементиса 20 ноября были вынесены смертные приговоры. 3 декабря Клементис повешен вместе с другими приговоренными к смертной казни в Праге. Их прах был развеян. Процесс имел антисемитскую окраску (основные обвиняемые были евреями) и был началом кампании по «борьбе с сионистами» по образцу «борьбы с космополитизмом» в СССР. Кольман говорил:
Этот инициированный Сталиным процесс был лишь частью широко развёрнутой кампании по порабощению восточноевропейских стран.

### Реабилитация
В августе 1962 года после усиления борьбы с культом личности Сталина на XXII съезде КПСС создана комиссия по расследованию показательных политических процессов под руководством секретаря ЦК КПЧ Драгомира Кольдера. В результате деятельности так называемой «комиссии Кольдера» 3—4 апреля 1963 года на заседании 1963 года процесс Сланского признан сфабрикованным. Клементис юридически и партийно реабилитирован. Однако два года спустя, 31 мая 1965 года главный редактор молодёжного ежедневника «Смена» (Smena) Антон Курина (Anton Kurina) снят с должности по идеологическим соображениям за публикацию показаний о трагедии Владимира Клементиса и его последних писем из тюрьмы.

## Личная жизнь
24 марта 1933 года женился на Лиде Патковой (Lída (Ludmila) Pátková; 1910—1988). У пары не было детей.

## Память
16 апреля 1965 года на площади Словацкого национального восстания в Братиславе, где Клементис работал в 1930—1938 гг., открыта мемориальная доска с портретным барельефом. Скульптор — Валер Вавро.
Во время Пражской весны 29 апреля 1968 года президент Людвик Свобода присвоил посмертно Клементису и Йозефу Франку звания Героев Чехословацкой Социалистической Республики. Золотая звезда Клементиса хранится в Словацком народном музее в Братиславе.
В 1967 году опубликован сборник публицистики 1922—1938 гг. Клементиса «Воздух наших дней» (Vzduch naších čias) в двух томах.
В 1968 году Невоместский опубликовал в Братиславе письма, переданные ему Лидой Клементисовой, в виде книги «Письма из тюрьмы» (Listy z väzenia).
В 1968 году опубликована книга, написанная в соавторстве Вильямом Плевзой и Зденкой Голотиковой, «Владимир Клементис» (Vladimír Clementis). В 1986 году книга опубликована на чешском языке в переводе Иваны Визгаловой под названием «Публицист Владимир Клементис» (Publicista Vladimír Clementis).
19 января 2007 года открыт бронзовый рельеф в министерстве иностранных дел Словацкой Республики в присутствии премьер-министра Роберта Фицо и министра иностранных дел Яна Кубиша.
В родном доме Клементиса на улице Йозеффи в Тосовце находится расширенная экспозиция Исторического музея SNM, посвящённая жизни и деятельности Клементиса.